# سیارک ۲۱۳۵۸
سیارک ۲۱۳۵۸ (به انگلیسی: 21358 Mijerbarany، نامگذاری:1997GT15) بیست و یک هزار و سیصد و پنجاه و هشتمین سیارک کشف شده‌است که در ۳ آوریل ۱۹۹۷ کشف شد.
قدر مطلق سیارک برابر ۱۳.۵ است.